# کتمن ریج
کتمن ریج (به قزاقی: Ketmen Ridge) یک رشته‌کوه در قزاقستان است که در شهرستان اویغور واقع شده‌است. کتمن ریج ۳٬۶۵۲ متر بالاتر از سطح دریا واقع شده‌است.